# بخیه‌ها (ترانه)
«بخیه‌ها» تک‌آهنگی از هنرمند اهل کانادا شان مندز است که در ۵ مه ۲۰۱۵ منتشر شد.
این تک‌آهنگ در چارت‌های اسکاتلند، بریتانیا در رتبه اول و در چارت‌های ایتالیا، والونیا، ایرلند، نروژ، لهستان، دانمارک، سوئد، استرالیا، سوئیس، نیوزلند، اتریش، فلاندرز، جزو ده ترانه اول قرار گرفت.
این ترانه در ابتدا برای آی تونز توسط ایسلند رکورد در تاریخ ۱۶ مارس ۲۰۱۵ سفارش داده شد و پس از آن به عنوان رادیو رکورد در ۵ ماه مه ۲۰۱۵ به عنوان سومین نسخه رسمی این آلبوم سرویس داده شد.«کوک» اولین آهنگی است که مندز برای اولین بار در نمودار پخش در بیلبورد ظاهر کرد و در ماه ژوئن ۲۰۱۵ شماره ۳۶ در Mainstream Top 40 شد و در نهایت به شمارهٔ اول رسید.

## زمینه
این آهنگ مرکب از B ♭ کوچک با سرعت ۱۵۰ ضربه در دقیقه و زمان امضا ۴ ۴ تشکیل شده‌است.آواز مندز یک و نیم اکتاو، از D ♭ ۳ تا کمربند A ♭ ۴ پس از پل که به کورو ادامه می‌دهد، فاصله دارد. این آهنگ نوشته و تولید شده توسط دنی پارکر، تدی گایگر و دانیل کریایکیدس بوده و توسط مندز در سال ۲۰۱۴ ثبت شده‌است.
ویدئوی رسمی موسیقی «کوک» در پارکینگ ضبط می‌شود، جایی که مندز به نظر می‌رسد که توسط برخی از نیروهای نامرئی که نمایانگر احساسات او است اذیت و آزار می‌شود.

## انتقادات
جان کرامنیکا از نیویورک تایمز «کوک» را به عنوان بهترین آهنگ سال ۲۰۱۴ نامگذاری کرده‌است.